# Surra (Şabran)
Surra è un comune dell'Azerbaigian situato nel distretto di Şabran.